# Eva Klesse

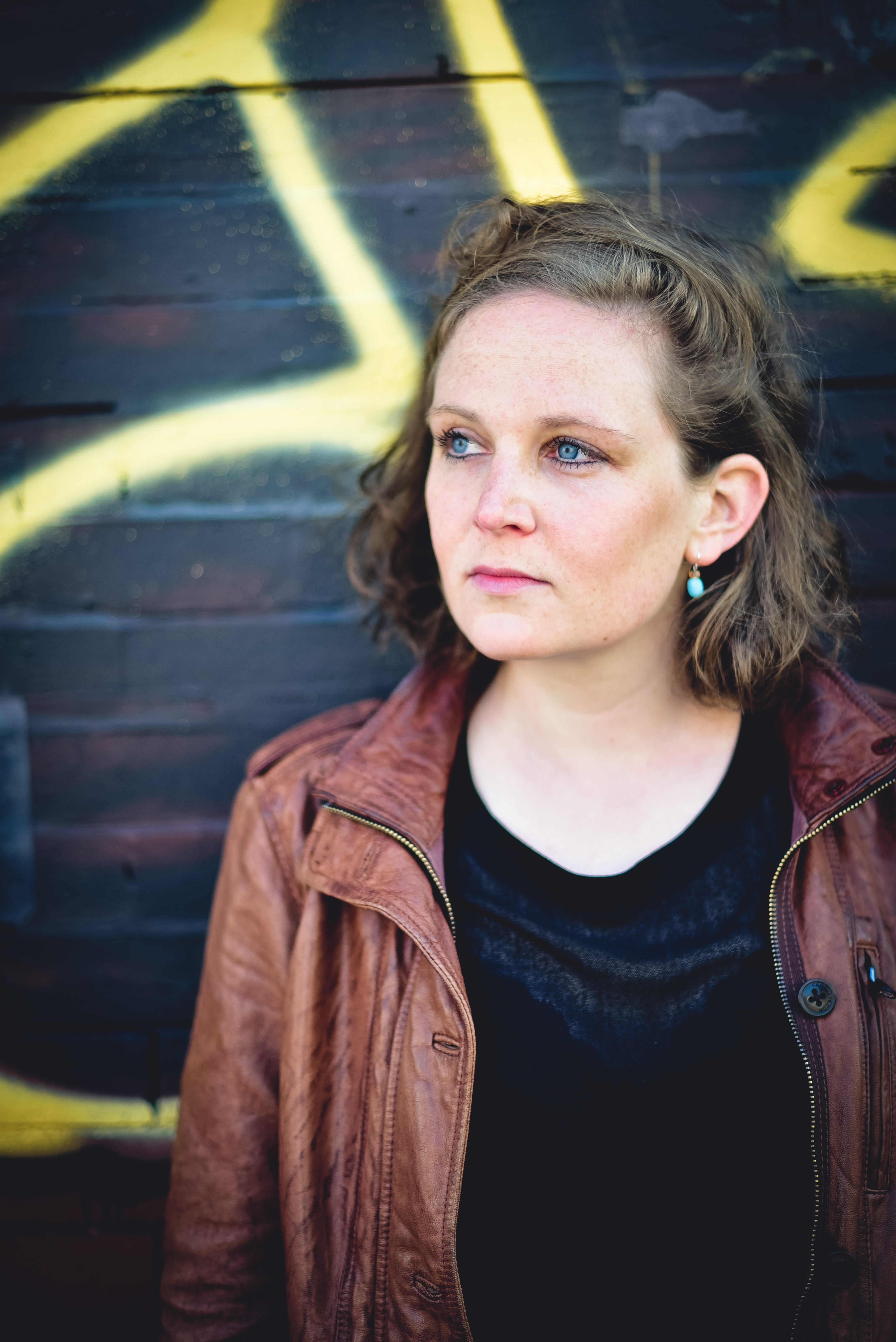
Eva Klesse (2016)

Eva Klesse (* 1986 in Werl) ist eine deutsche Jazzmusikerin (Schlagzeug, Komposition).

## Leben und Wirken
Klesse erhielt ab dem elften Lebensjahr Schlagzeugunterricht. Sie zog 2005 nach Leipzig, wo sie zunächst ein Medizinstudium begann. Ihr Interesse am Jazz führte dazu, dass sie in Weimar, Leipzig und Paris Jazzschlagzeug studierte und 2013 mit zweifachem Diplom abschloss. Ihre wichtigsten Lehrer waren Heinrich Köbberling, Richie Beirach und Ari Hoenig. 2016 setzte sie ihre Studien mit Unterstützung eines DAAD-Stipendiums an der New York University fort.
Mit ihrem 2013 gegründeten Quartett, für das Klesse auch komponiert, erhielt sie im selben Jahr den Leipziger Jazznachwuchspreis und eröffnete die Leipziger Jazztage. 2014 erschien das Debütalbum Xenon, für welches das Quartett mit dem Echo Jazz 2015 in der Kategorie „Newcomer des Jahres“ ausgezeichnet wurde. 2017 erhielt sie den Westfalen-Jazz-Preis. Daneben ist sie in weiteren Projekten tätig, etwa in der Jorinde Jelen Band, im Julia Hülsmann Oktett und im Trio No Kissing. Konzertreisen führten sie u. a. in die USA, nach Chile, Frankreich, Spanien und China.
Im Frühjahr 2018 wurde sie als erste deutsche Instrumentalprofessorin für Jazz an die Hochschule für Musik, Theater und Medien Hannover berufen. 2021 wurde sie mit dem mit 15.000 Euro dotierten SWR-Jazzpreis ausgezeichnet: „Am Schlagzeug ist ihr Balance wichtig, zwischen Rhythmus und Melodie, zwischen großer Geste und kleinen Details, zwischen Energie und Ruhe. Als Komponistin hat sie eine große erzählerische Begabung und ein Faible für die musikalische Ausgestaltung seltsamer Geschichten.“ 2025 erhielt sie als „Künstlerin des Jahres“ den Deutschen Jazzpreis.

## Diskographische Hinweise
- Eva Klesse Quartett Xenon (enja 2014, mit Evgeny Ring, Philip Frischkorn, Robert Lucaciu)
- No Kissing Behind the Mask (egolaut 2014, mit Werner Neumann, Alma Neumann)
- Eva Klesse Quartett Miniatures (enja 2018, mit Evgeny Ring, Philip Frischkorn, Robert Lucaciu)[8][9]
- Eva Klesse Quartett Creatures & States (enja 2020, mit Evgeny Ring, Philip Frischkorn, Stefan Schönegg)[10]
- Eva Klesse Quartett Songs Against Loneliness (enja 2022, mit Evgeny Ring, Philip Frischkorn, Marc Muellbauer sowie Wolfgang Muthspiel)[11]
- Eva Klesse Quartett Stimmen (enja 2024, mit Evgeny Ring, Philip Frischkorn, Marc Muellbauer und Michael Schiefel, Zuza Jasinska, Philipp Rumsch)[12][13]